# Rumigny (Ardenas)
Rumigny é uma comuna francesa na região administrativa de Grande Leste, no departamento das Ardenas. Estende-se por uma área de 17,38 km². Em 2010 a comuna tinha 315 habitantes (densidade: 18,1 hab./km²).